# إميليانو بوينديا
إميليانو بوينديا (مواليد 25 ديسمبر 1996) هو لاعب كرة قدم أرجنتيني يلعب في مركز الجناح في نادي أستون فيلا.